# Echinops telfairi
Il tenrec riccio minore (Echinops telfairi Martin, 1838) è una specie di tenrec endemica del Madagascar, dove abita le zone ricoperte di foresta pluviale, le savane, le zone cespugliose, le praterie e la foresta spinosa. È l'unica specie ascritta al genere Echinops.

## Descrizione
Raggiunge i 25 cm di lunghezza. La pelle è rosa scuro tendente al viola, ricoperta sul dorso da uno strato di aculei simili a quelli dei ricci europei (alla somiglianza coi quali la specie deve il nome comune), mentre sul ventre e sulla testa (al di sotto delle orecchie) il pelo è rado e biancastro.
Le zampe sono piuttosto lunghe, le orecchie grandi ed ellissoidali.

## Biologia
Se in pericolo, può appallottolarsi.
Si nutre prevalentemente di insetti; le femmine partoriscono in media una decina di cuccioli per nidiata.